# 米州首脳会議

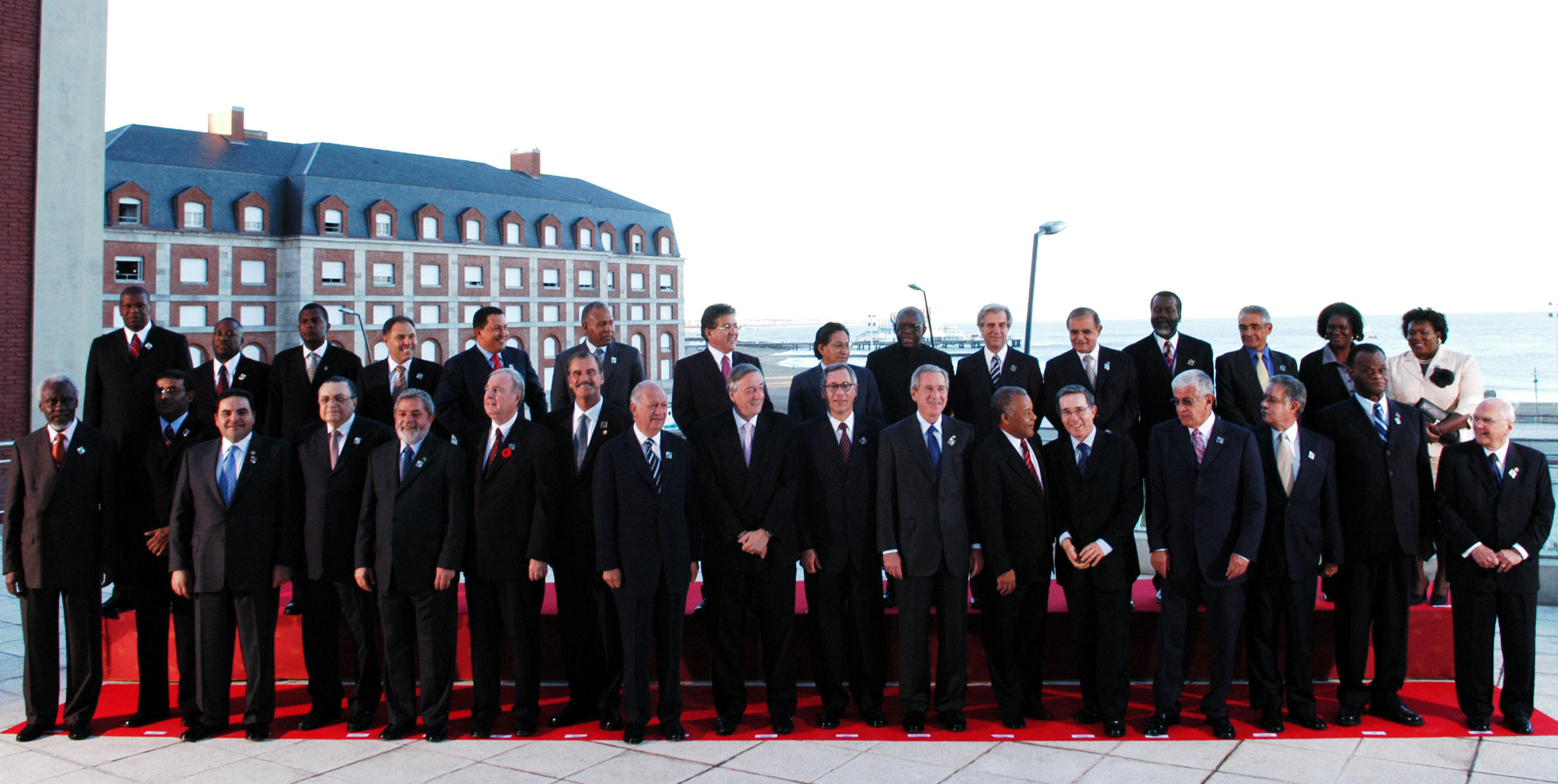
第4回米州首脳会議に出席した各国首脳（2005年）

米州首脳会議（べいしゅうしゅのうかいぎ、英語：Summits of the Americas、略称：SOA、スペイン語：Cumbre de las Américas）は、アメリカ州（米州、北アメリカとラテンアメリカ）諸国の政府首脳が参加する国際会議である。
キューバは「民主主義国でない」として初開催から排除され続けてきたが、2015年にようやく招請された。2022年6月のロサンゼルスでの首脳会議でホストとなったアメリカ合衆国はキューバのほかベネズエラ、ニカラグアの反米左派独裁国家を招かないことを表明し、他の35参加国のうちこれに反発したメキシコなど6カ国と、米国から制裁を受けているエルサルバドルとグアテマラの首脳が参加を取りやめ、ベリーズとアルゼンチンが米国に苦言を呈した。

## 概要
米州機構が主導する複数の多国間会合から構成される。
1990年代初頭、それまで随時開催されてきた首脳会合は、民主主義と自由貿易の原則に基づく「米州首脳会議」として定例化された。

## 会議の歴史
- 1994年12月9-11日 -- 第1回米州首脳会議（アメリカ合衆国、マイアミ）[5]
- 1996年12月7-8日 - 持続可能な発展に関する米州首脳会議（ボリビア、サンタ・クルス・デ・ラ・シエラ）[6]
- 1998年4月18-19日 - 第2回米州首脳会議（チリ、サンティアゴ）[7]
- 2001年4月20-22日 - 第3回米州首脳会議（カナダ、ケベック・シティ）[8]
- 2004年1月12-13日 - モンテレイ米州特別首脳会議（メキシコ、モンテレイ）[9]
- 2005年11月4-5日 - 第4回米州首脳会議（アルゼンチン、マル・デル・プラタ）[10]
- 2009年4月17-19日 - 第5回米州首脳会議（トリニダード・トバゴ、ポートオブスペイン）[11]
- 2012年 - 第6回米州首脳会議（コロンビア、カルタヘナ）[12]
- 2015年 - 第7回米州首脳会議（パナマ、パナマシティ）

最もメディアの注目を集めた首脳会議は、ケベックシティで開かれた第3回とマル・デル・プラタで開かれた第4回だった。両者とも大きな反グローバリゼーションおよび反米州自由貿易地域の抗議活動とそれに伴う警察の取り締まりを誘発した。
第6回ではキューバの参加資格を巡ってアメリカ合衆国と米州ボリバル同盟参加諸国が対立。キューバ招請案は圧倒的多数で賛同を受けたがアメリカが拒否権を行使したので最終文書さえ採択出来なかった。
第7回ではキューバが初めて招請された。2014年6月、米州機構総会の際に開かれたサミット実施検討グループの会合において、ホスト国であるパナマが提案。反対したのがアメリカのみであったため。その後2014年12月に、アメリカとキューバが国交正常化交渉の開始を発表したため、第7回会議の会場ではバラク・オバマ米国大統領とラウル・カストロ国家評議会議長による59年ぶりの米・キューバ首脳会談が行われた。